# La novia gitana (novela)
La novia gitana es una novela escrita por Carmen Mola  (seudónimo colectivo de los guionistas de televisión Jorge Díaz, Antonio Mercero y Agustín Martínez) y publicada el 17 de mayo de 2018. Es el primer libro de  la serie de la Inspectora Elena Blanco, al que siguieron La Red Púrpura (2019), La Nena (2020) ,Las Madres (2022) y El Clan (2024).

## Sinopsis
Susana Macaya, de padre gitano pero educada como paya, desaparece tras su fiesta de despedida de soltera. El cadáver es encontrado dos días después en la Quinta de Vista Alegre del madrileño barrio de Carabanchel. Podría tratarse de un asesinato más, si no fuera por el hecho de que la víctima ha sido torturada siguiendo un ritual insólito y atroz, y de que su hermana Lara sufrió idéntica suerte siete años atrás, también en vísperas de su boda. El asesino de Lara cumple condena desde entonces, por lo que solo caben dos posibilidades: o alguien ha imitado sus métodos para matar a la hermana pequeña, o hay un inocente encarcelado.
Por eso, el comisario Rentero ha decidido apartar a Zárate del caso y encargárselo a la veterana Blanco, una mujer peculiar y solitaria, amante de la grappa, el karaoke, los coches de coleccionista y las relaciones sexuales en todoterrenos. Una policía vulnerable, que se mantiene en el cuerpo para no olvidar que en su vida existe un caso pendiente, que no ha podido cerrar.
Investigar a una persona implica conocerla, descubrir sus secretos y contradicciones, su historia. En el caso de Lara y Susana, Elena Blanco debe asomarse a la vida de unos gitanos que han renunciado a sus costumbres para integrarse en la sociedad y a la de otros que no se lo perdonan, y levantar cada velo para descubrir quién pudo vengarse con tanta saña de ambas novias gitanas.

## Recepción
La novela ha recibido críticas positivas y ha vendido más de 150.000 ejemplares desde su publicación. La tetralogía ha vendido más de 600.000 ejemplares desde su publicación.
En enero de 2020 se anunció que Viacom International Studios y Diagonal TV llevarían a cabo la adaptación del libro a una serie de televisión, dirigida por Paco Cabezas y, más tarde, se anunció que se podría ver en la web de Atresplayer.